# Himno nacional de Samoa Americana
Amerika Sāmoa es el himno del territorio de  Samoa Americana (Estados Unidos). Compuesto por  Napoleon Andrew Tuiteleleapaga y escrito por  Mariota Tiumalu Tuiasosopo. Fue oficialmente adoptado en 1950.

## Texto ensamoano
Amerika Samoa 

Lo’u Atunu’u pele ‘oe

Oute tiu I lou igoa

O ‘oe o lo’u fa’amoemoe

O ‘oe ole Penina ole Pasefika

E mo’omia e motu e lima

E ua ta’uta’ua au aga I fanua

Ma ou tala mai anamua

Tutuila ma Manu’a

Ala mai ia tu I luga 

Tautua ma punou I lou Malo

Ia manuia ia ulu ola

Amerika Samoa

Ole Malo ole sa’olotoga 

(repetir)

Tautua ma punou I lou Malo

Ia manuia ia ulu ola

Amerika Samoa

Ole Malo ole sa’olotoga 

Soifua ma ia manuia,

Teine Samoa
- Datos: Q179197
- Multimedia: Amerika Samoa / Q179197